# Marcia Ball
Marcia Ball (née le 20 mars 1949 à Orange, au Texas) est une chanteuse  de blues et une pianiste américaine qui a grandi à Vinton, en Louisiane. 

## Discographie
- 2005 : Live! Down The Road
- 2003 : So Many Rivers
- 2001 : Presumed Innocent
- 1998 : Sing It!
- 1997 : Let Me Play With Your Poodle
- 1994 : Blue House
- 1990 : Dreams Come True (with Lou Ann Barton and Angela Strehli)
- 1989 : Gatorhythms
- 1985 : Hot Tamale Baby
- 1984 : Soulful Dress